# Wilfried Boettcher
Wilfried Karl Bernhard Böttcher, auch Wilfried Boettcher (* 11. November 1929 in Bremen; † 22. August 1994 in Saint-Siffret, Languedoc-Roussillon, Südfrankreich), war ein deutscher Cellist und Dirigent.

## Leben und Wirken
Wilfried Böttcher wurde als Cellist an der Hochschule für Musik und Theater Hamburg und als Dirigent bei Hans Swarowsky in Wien ausgebildet und wirkte sodann als Solocellist in Hannover von 1956 bis 1958. 1959 gründete er das Kammerorchester Wiener Solisten, das sich vorwiegend der Musik des 18. Jahrhunderts widmete (Debüt bei den Salzburger Festspielen 1959). Von 1965 bis 1974 hatte er einen Lehrauftrag an der Musikhochschule Hamburg inne.
Er war von 1967 bis 1971 Chefdirigent der Hamburger Symphoniker. Als Dirigent war er in Hamburg, Berlin, Wien sowie in England und Frankreich tätig.

## Werke
Es gibt von ihm mehrere Einspielungen auf Schallplatte bzw. CD, wie (als Dirigent) beispielsweise Joseph Haydns Sinfonien 6, 7 und 8, Wolfgang Amadeus Mozarts Klavierkonzerte 17 und 24, Mozarts Serenaden 6 und 9, Johann Sebastian Bachs Musikalisches Opfer, mit Karl Scheit Konzerte für Gitarre und Kammerorchester von Vivaldi, Torelli und Carulli, als Cellist beispielsweise Mozarts Klavierkonzerte 19 und 20 (mit Alfred Brendel), Ludwig van Beethovens Klavierkonzerte 1–5 (mit Alfred Brendel).